# Ulan-Udè
Ulan-Udè és la capital de la República de Buriàtia, a Rússia. Es diu en buriat: Улаан Үдэ, Ulaan Üde; en rus: Улан-Удэ, Ulan-Udè), i antigament anomenada Verkhneúdinsk (Верхнеу́динск). Se situa al peu de les muntanyes, a la línia del Ferrocarril Transsiberià, i la travessa el riu Udà, afluent del Selengà. És la tercera ciutat més gran de la Sibèria Oriental, darrere Vladivostok i Khabàrovsk.
Ulan-Udè fou fundada el 1666 per cosacs russos. Per la situació geogràfica la ciutat va créixer ràpidament i va esdevenir un gran centre comercial que connectava Rússia amb la Xina i Mongòlia.
El 1920 esdevingué la capital de la República de l'Extrem Orient fins que es traslladà a Txità. El 1923 s'integrà a la República Socialista Federada Soviètica de Rússia dins una república socialista soviètica autònoma amb el nom de RSSA dels Buriats-Mongols, que el 1958 fou canviat pel de RSSA dels Buriats. En dissoldre's l'URSS (1991), integrada a la Federació Russa, passà a anomenar-se República dels Buriats o de Buriàtia.
De l'època de la fundació provenen les antigues mansions dels comerciants, ricament decorades amb fusta i pedra tallada, que encara es conserven al centre d'Ulan-Udè, a la vora del riu. Aquestes cases són un bell exemple del classicisme rus. A la plaça major hi destaca un gran cap de Lenin, monument actualment poc habitual en terres russes.

## Ciutats agermanades
- Taipei, República de la Xina (Taiwan)
- Berkeley, Califòrnia, Estats Units

## Imatges d'Ulan-Udè

El cap de Lenin domina la plaça del Soviet
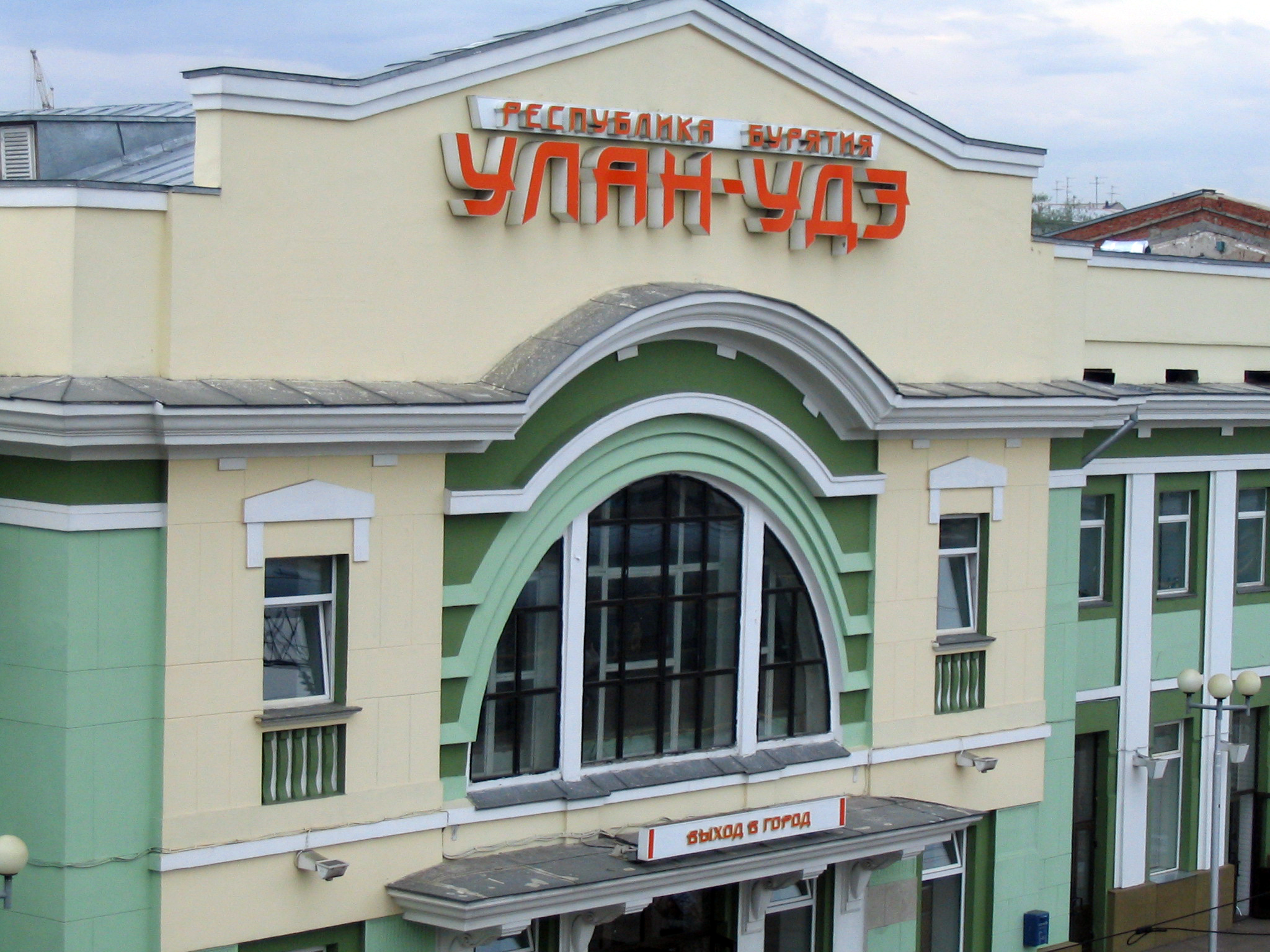
Estació del Transsiberià
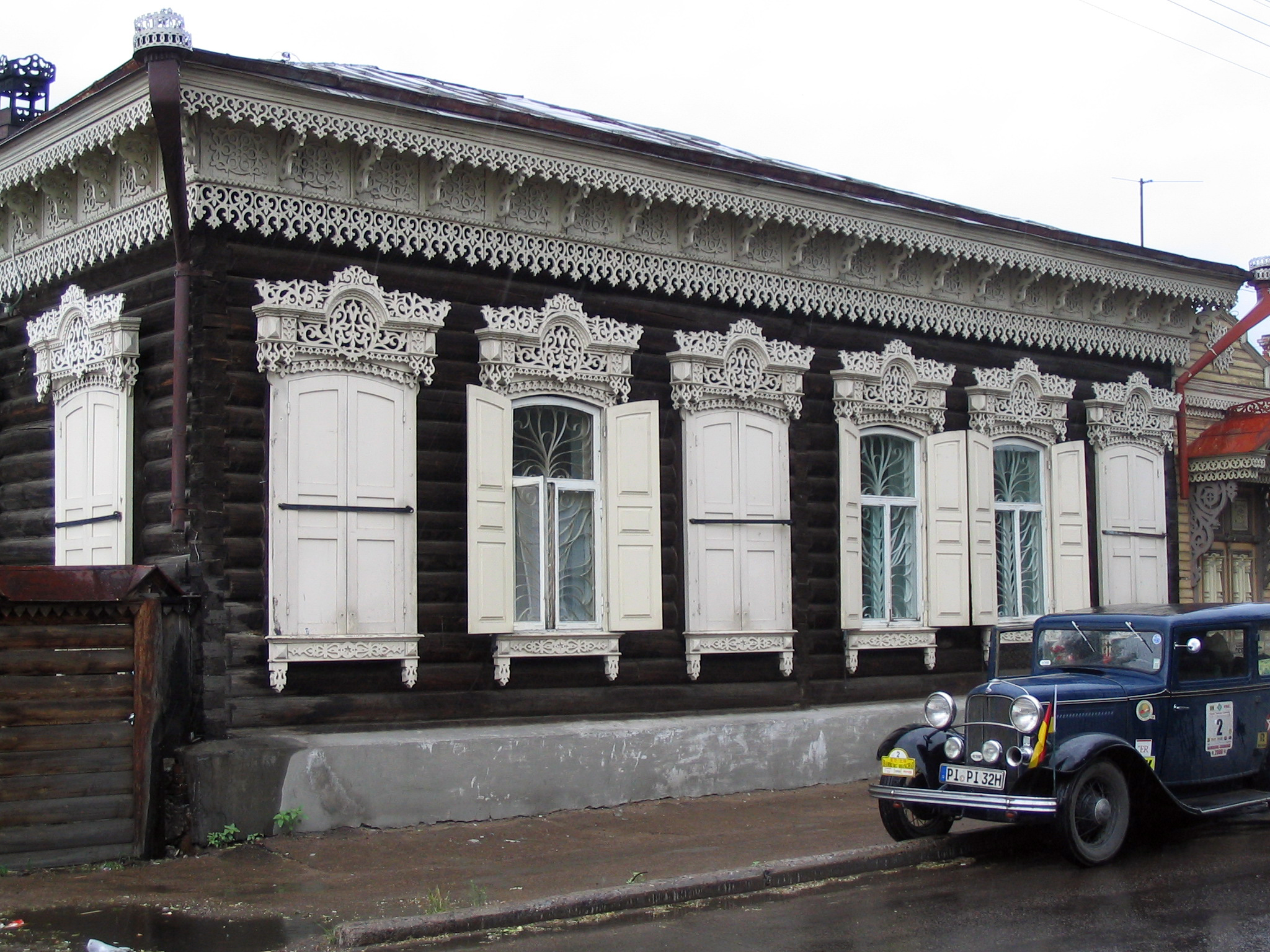
Casa de fusta d'Ulan-Udè